# برايان جايلز
برايان جايلز (بالإنجليزية: Brian Giles)‏ هو لاعب كرة قاعدة أمريكي، ولد في 27 أبريل 1960 في مانهاتن في الولايات المتحدة.

## وصلات خارجية
- برايان جايلز على موقعبيزبول رفرنس.كوم (الدوري الرئيسي) (الإنجليزية)
- برايان جايلز على موقعبيزبول رفرنس.كوم (الدوري الثانوي) (الإنجليزية)